# Domaháza
Domaháza is een plaats (község) en gemeente in het Hongaarse comitaat Borsod-Abaúj-Zemplén. Domaháza telt 990 inwoners (2001).